# Mary Jo White
Mary Jo White (Kansas City, 27 de dezembro de 1947) é uma advogada norte-americana, que trabalhou como a 31ª Presidente da Comissão de Valores Mobiliários dos Estados Unidos. Em 2014, apareceu na lista de 100 pessoas mais influentes do ano pela Time.